# Commissione Papaldo
La Commissione Papaldo (1968 - 1970) fu istituita in seguito all'iniziativa ministeriale di Luigi Gui (ministro della Pubblica Istituzione), presieduto da Antonino Papaldo, con lo scopo di redigere un disegno di legge per la revisione e il coordinamento delle norme di tutele riguardo ai beni culturali. Vennero chiamati a partecipare diversi studiosi, funzionare delle amministrazioni interessate, professori e uomini politici, per un totale di 44 membri. Venne steso un progetto di legge composto da 136 articoli, rimandando però la riorganizzazione dell'amministrazione ad una ulteriore commissione che non venne mai conclusa.